# Enoplometopus crosnieri
Enoplometopus crosnieri is een kreeftensoort uit de familie van de Enoplometopidae. De wetenschappelijke naam van de soort is voor het eerst geldig gepubliceerd in 1998 door Chan & Yu.